# 羅馬尼夫卡 (別列濟夫卡區)
47°24′30″N 30°40′27″E / 47.40833°N 30.67417°E
羅馬尼夫卡（烏克蘭語：Романівка）是位於烏克蘭西南部的村莊，由敖德萨州贝雷济夫卡区的米科萊夫卡市鎮負責管轄。該村始建於1924年，面積1.47平方公里，海拔高度136米，2001年人口364，人口密度每平方公里247.62人。